# FA Charity Shield 1981
Lo FA Charity Shield 1981, noto in italiano anche come Supercoppa d'Inghilterra 1981, è stata la 59ª edizione della Supercoppa d'Inghilterra.
Si è svolto il 22 agosto 1981 al Wembley Stadium di Londra tra l'Aston Villa, vincitore della First Division 1980-1981, e il Tottenham, vincitore della FA Cup 1980-1981.
Il titolo, per l'ottava volta nella sua storia, è stato condiviso tra le due squadre, che hanno pareggiato la gara per 2-2 in virtù delle doppiette di Peter Withe per i Villans e Mark Falco per gli Spurs.

## Partecipanti
| Squadre     | Qualificazione                           | Partecipazioni precedenti (il grassetto indica la vittoria) |
| ----------- | ---------------------------------------- | ----------------------------------------------------------- |
| Aston Villa | Vincitore della First Division 1980-1981 | 3 (1910, 1957, 1972)                                        |
| Tottenham   | Vincitore della FA Cup 1980-1981         | 6 (1920, 1921, 1951, 1961, 1962, 1967)                      |

## Tabellino
| Arbitro: | Grey |

|               |           |               |
| Withe 30’ 50’ | Marcatori | 43’ 47’ Falco |

| Aston Villa | Tottenham |

### Formazioni
| Aston Villa:  |    |                 |  |     |
|               |    |                 |  |     |
| P             | 1  | Jimmy Rimmer    |  |     |
| D             | 2  | Kenny Swain     |  |     |
| D             | 4  | Allan Evans     |  |     |
| D             | 5  | Ken McNaught    |  |     |
| D             | 3  | Colin Gibson    |  |     |
| C             | 7  | Des Bremner     |  |     |
| C             | 6  | Dennis Mortimer |  | 48’ |
| C             | 10 | Gordon Cowans   |  |     |
| C             | 11 | Tony Morley     |  |     |
| A             | 8  | David Geddis    |  |     |
| A             | 9  | Peter Withe     |  |     |
| Sostituzioni: |    |                 |  |     |
| C             |    | Andy Blair      |  | 48’ |
| Allenatore:   |    |                 |  |     |
| Ron Saunders  |    |                 |  |     |

| Tottenham:       |    |                 |
|                  |    |                 |
| P                | 1  | Ray Clemence    |
| C                | 6  | Steve Perryman  |
| D                | 3  | Paul Miller     |
| D                | 4  | Graham Roberts  |
| D                | 2  | Chris Hughton   |
| C                | 5  | Ricardo Villa   |
| C                | 7  | Osvaldo Ardiles |
| C                | 10 | Glenn Hoddle    |
| C                | 9  | Tony Galvin     |
| A                | 8  | Steve Archibald |
| A                | 11 | Mark Falco      |
| A disposizione:  |    |                 |
| D                | 12 | Gordon Smith    |
| D                | 13 | Milija Aleksic  |
| D                | 14 | Paul Price      |
| C                | 15 | Gary Brooke     |
| A                | 16 | Chris Jones     |
| Allenatore:      |    |                 |
| Keith Burkinshaw |    |                 |